# Химерний
«Химерний» (рос. «Блажной») — радянський короткометражний художній фільм 1980 року, знятий режисером Антоном Васильєвим на кіностудії «Мосфільм».

## Сюжет
За оповіданням І. Рижова «Запах землі». Матвій вже багато років живе в невеликому місті, користується пошаною та повагою на заводі, де пропрацював понад двадцять років. У нього дружна сім'я, хороша, впорядкована квартира — словом, все, що потрібне людині для «нормального життя». Але Матвій якось вирішує все це залишити та поїхати до села, щоб зайнятися працею хлібороба. Адже він народився і виріс у селі і, якби не війна, ніколи не залишив рідну землю. Він сподівається, що його дружина Анна колись зрозуміє його любов до землі й приїде до нього.

## У ролях
- Георгій Бурков — Матвій
- Наталія Архангельська — Анна
- Борис Голдаєв — другорядна роль
- Олександр Бібарцев — другорядна роль
- Ніна Шахова-Мічуріна — другорядна роль

## Знімальна група
- Режисер — Антон Васильєв
- Сценарист — Едуард Володарський
- Оператор — Борис Бондаренко
- Композитор — Павло Чекалов
- Художник — Ной Сендеров